# Marmosa rubra
Marmosa rubra är en pungdjursart som beskrevs av George Henry Hamilton Tate 1931. Marmosa rubra ingår i släktet dvärgpungråttor och familjen pungråttor. IUCN kategoriserar arten globalt som otillräckligt studerad. Inga underarter finns listade.
Pungdjuret förekommer i Peru och Ecuador vid Andernas östra sluttningar. Arten vistas där i skogar. Några fynd gjordes i sydöstra Colombia. Marmosa rubra vistas i kulliga områden mellan 180 och 730 meter över havet.
De individer som blev infångade hade en kroppslängd (avser troligen huvud och bål) mellan 13 och 20 cm samt en vikt mellan 51 och 81 g. Arten har liksom andra dvärgpungråttor ett mörkt område kring ögonen som liknar en ansiktsmask. Öronen är stora och tunna. Den långa och smala svansen kan användas som gripverktyg. Pälsen har på ovansidan en rödbrun färg och undersidan är orange. Arten tillhör pungdjuren men honor saknar pung (marsupium). Marmosa rubra saknar de körtlar i huden som av andra arter från samma släkte används för att markera reviret. Den har en tydlig mörk strimma i ansiktet mellan ögonen och en mera otydlig mörk strimma på ryggens mitt.
Enligt den ursprungliga beskrivningen av Tate är längden för huvud och bål 14,5 till 15 cm, svanslängden 19,5 till 21 cm, bakfötternas längd något över 2 cm och öronens längd 18 till 22 mm. Några individer hade en mörk strimma på strupen och bröstet med ljusare kanter.
Levnadssättet är nästan helt outrett. Antagligen har arten samma beteende som andra dvärgpungråttor. Till exempel har den samma tanduppsättning och borde äta samma föda, frön och insekter. Honor har nio spenar och därför antas att en kull kan ha upp till nio ungar.